# Wiesenhummel

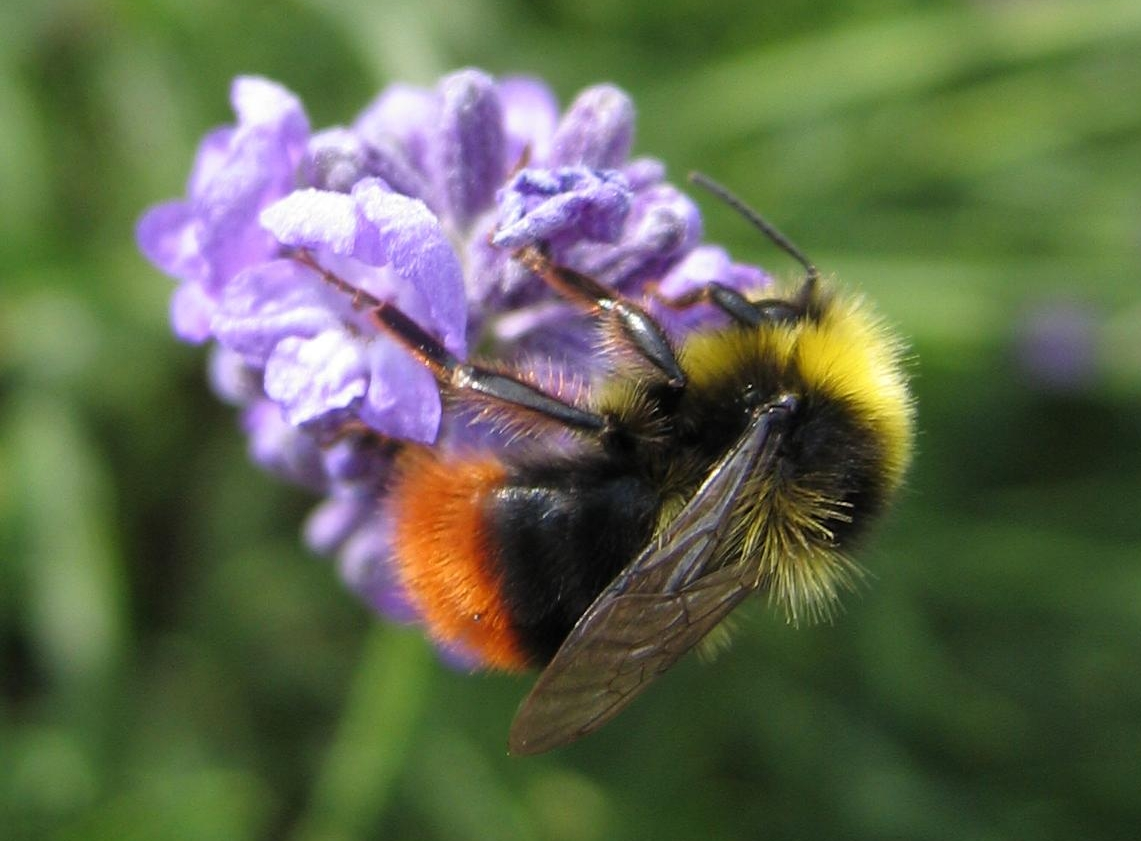
Wiesenhummel

Die Wiesenhummel (Bombus pratorum) gehört zur Gattung der Hummeln.

## Merkmale
Die Wiesenhummeln gehören zu den kleineren Hummelarten. Die Arbeiterinnen und Drohnen werden nicht größer als 14 mm und die Königinnen 15 bis 17 mm.
Ihr Kragen und das zweite Hinterleibssegment sind gelb, die Oberseite des hinteren Segments (Tergit) ist orange. Körper und Kragen sind struppig behaart, wie bei Hummeln üblich. Farbvariationen sind möglich. Die ersten Arbeiterinnen können sehr klein sein. Ihr Kopf ist kurz bis mittellang mit einem Rüssel von 8 bis 14 mm Länge. Man kann die Art auch mit der Glockenblumen-Hummel (Bombus soroeensis) verwechseln.

## Vorkommen
Wiesenhummeln kommen in ganz Europa, außer auf der Iberischen Halbinsel, vor. Hoch im Norden bilden sie allerdings keine Staaten. Man findet sie in lichten Wäldern, auf Wiesen, in Parks und Gärten. Man zählt sie zu den Hemerophilen und Ubiquisten.

## Nahrung
Ihre Nahrung besteht aus dem Nektar und den Pollen verschiedener Pflanzen. Bis jetzt sind mehr als 130 Pflanzenarten als Nahrungsquelle nachgewiesen. Dazu gehören Akelei, Gemeiner Ziest, Herzgespann, Johannisbeere, Kastanien, Lupine, Rotklee, Schöllkraut, Schwarznessel, Stachelbeere, Taubnessel.

## Lebensweise
Wiesenhummelköniginnen überwintern an einem geschützten Platz in der Erde und fliegen früh im Jahr, meist schon im März, auf der Suche nach einem geeigneten Nistplatz. Den finden sie in der Regel oberirdisch im Gebüsch, in Hecken oder in Mauerspalten. Allerdings kann auch manchmal ein verlassenes Mäusenest als Unterschlupf dienen.
Sie bauen ihre ersten Waben selbst, bestücken sie mit einem Gemisch aus Nektar und Pollen und legen ihre ersten Eier. Daraus schlüpfen die Larven, die sich nach 5 bis 10 Tagen verpuppen (Holometabole Insekten). Nach der Metamorphose übernehmen die ersten Arbeiterinnen sofort die weitere Brutpflege und Nahrungsbeschaffung. Je nach Nahrungsangebot und Gesundheit hat ein Wiesenhummelvolk eine Größe von 50 bis 120 Tieren.
Auf dem Höhepunkt des Lebenszyklus des Hummelvolkes produziert die Königin die Drohnen aus unbefruchteten Eiern (Parthenogenese) und die Jungköniginnen. Nach deren Hochzeitsflug sterben die Drohnen in der Regel ab, und die Jungköniginnen verkriechen sich meist schon im August, um im folgenden Jahr einen neuen Staat zu gründen. In guten Jahren ist eine zweite Generation möglich. Auf jeden Fall stirbt die alte Königin im Herbst mit ihrem Volk.

## Parasiten
Wald-Kuckuckshummel, Bombus (Psithyrus) sylvestris
Norwegische Kuckuckshummel, Bombus (Psithyrus) norvegicus. Der Hauptwirt dieser Kuckuckshummelart ist die Baumhummel, nur gelegentlich werden Wiesenhummelvölker parasitiert.
Feld-Kuckuckshummel, Bombus (Psithyrus) campestris. Hauptwirt der Feld-Schmarotzerhummel ist die Ackerhummel und als Nebenwirt wird die Wiesenhummel genannt.